# Schwedenplatz
Schwedenplatz – ważna stacja węzłowa metra w Wiedniu na linii U1 i U4. Została otwarta 25 lutego 1978.
Znajduje się w 1. dzielnicy Innere Stadt, pod placem Schwedenplatz.